# Josa
Josa è un piccolo comune spagnolo situato nella comunità autonoma dell'Aragona.